# Paiva
Paiva este un oraș în Minas Gerais (MG), Brazilia.